# Liste des dirigeants de la Bibliothèque nationale de France
Au cours de sa longue histoire, les dirigeants de ce qui s'appelle aujourd'hui la Bibliothèque nationale de France (auparavant Bibliothèque royale, impériale, nationale) ont porté des titres différents : garde de la Bibliothèque du roi, maître de la Librairie, bibliothécaire du roi, bibliothécaire de la Nation, président du Conservatoire, directeur, administrateur, et enfin, président.

## Listes

### Garde de la Librairie
- 1369–1411 : Gilles Mallet

### Maîtres de la Librairie
- 1522–1540 : Guillaume Budé
- 1540–1552 : Pierre Duchâtel
- 1552–1567 : Pierre de Montdoré
- 1567–1593 : Jacques Amyot
- 1593–1617 : Jacques-Auguste de Thou
- 1617–1642 : François-Auguste de Thou
- 1642–1656 : Jérôme I Bignon
- 1656–1684 : Jérôme II Bignon

### Gardes et commis de la Bibliothèque du roi
À partir de 1560, le maître de la Librairie est plus ou moins secondé par un garde de la Bibliothèque du roi, lequel se repose parfois sur un commis :
- 1560–1604 : Jean Gosselin
- 1604–1614 : Isaac Casaubon
- 1614–1645 : Nicolas Rigault
- 1645–1651 : Pierre Dupuy
- 1651–1656 : Jacques Dupuy
- 1656–1676 : Nicolas Colbert ; commis : Pierre de Carcavi (v. 1663–1683)
- 1676–1684 : Louis Colbert ; commis : Melchisédech Thévenot (1684–1691)

### Bibliothécaire du roi
- 1684–1718 : Camille Le Tellier de Louvois ; commis : Nicolas Clément (1691–1712)

### Maîtres de la Librairie et gardes de la Bibliothèque du roi
- 1719–1741 : Jean-Paul Bignon
- 1741–1743 : Jérôme Bignon de Blanzy
- 1743–1772 : Armand-Jérôme Bignon
- 1770–1784 : Jérôme-Frédéric Bignon ; commis : Grégoire Desaunays (de 1775 à 1793)
- 1784–1789 : Jean-Charles-Pierre Le Noir (démission)
- 1789–1792 : Louis Le Fèvre d’Ormesson de Noyseau

### Bibliothécaires de la Nation
- 1792–1793 : Jean-Louis Carra et Sébastien-Roch Nicolas de Chamfort
- 1793 : Jean-Baptiste Cœuilhe (intérim)
- 1793–1795 : Jean Baptiste Lefebvre de Villebrune

### Présidents du Conservatoire
- 1795–1796 : André Barthélemy de Courcay
- 1796–1798 : Jean-Augustin Capperonnier
- 1798–1799 : Adrien-Jacques Joly
- 1799–1800 : Aubin Louis Millin de Grandmaison

### Administrateur
- 1800–1803 : Jean-Augustin Capperonnier

### Présidents du Conservatoire
- 1803–1806 : Pascal-François-Joseph Gossellin
- 1806–1829 : Bon-Joseph Dacier
- 1830–1831 : Joseph Van Praet
- 1832 : Jean-Pierre Abel-Rémusat
- 1832 : Joseph Van Praet
- 1832–1837 : Jean-Antoine Letronne

### Directeurs de la Bibliothèque royale
- 1838–1839 : Edme François Jomard
- 1839 : Charles Dunoyer
- 1839–1840 : Jean-Antoine Letronne

### Administrateurs généraux de la Bibliothèque nationale
- 1840–1858 : Joseph Naudet
- 1858–1874 : Jules-Antoine Taschereau ; la Commune nomme directeur Élie Reclus (29 avril au 24 mai 1871)
- 1874–1905 : Léopold Delisle
- 1905–1913 : Henry Marcel
- 1913–1923 : Théophile Homolle
- 1923–1930 : Pierre-René Roland-Marcel
- 1930–1940 : Julien Cain
- 1940–1944 : Bernard Faÿ
- 1944–1945 : Jean Laran (intérim)
- 1945–1964 : Julien Cain
- 1964–1975 : Étienne Dennery[1]
- 1975–1981 : Georges Le Rider[2]
- 1981–1984 : Alain Gourdon[3]
- 1984–1987 : André Miquel[4]
- 1987–1993 : Emmanuel Le Roy Ladurie[5]

### Président de l'établissement public de la Bibliothèque de France
- 1989–1994 : Dominique Jamet[6]

### Présidents de la Bibliothèque nationale de France
- 1994–1997 : Jean Favier[7]
- 1997–2002 : Jean-Pierre Angremy[8],[9]
- 2002–2007 : Jean-Noël Jeanneney[10],[11]
- 2007–2016 : Bruno Racine[12],[13],[14]
- 2016–2024 : Laurence Engel[15],[16],[a],[b]
- Depuis 2024 : Gilles Pécout[17]